# Cougar Club
Cougar Club é um filme de comédia produzido nos Estados Unidos, dirigido por Christopher Duddy e lançado em 2007